# Кашвети (Хашурский муниципалитет)
Кашвети (груз. ქაშვეთი) — село в Грузии. Находится в Хашурском муниципалитете края Шида-Картли. Высота над уровнем моря составляет 800 метров. Население — 0 человек (2002).